# Rosanna Warren
 Rosanna Phelps Warren (Fairfield, Connecticut, 27 de julio de 1953) es una poeta y académica estadounidense.

## Biografía
Warren es hija del novelista, crítico literario y laureado poeta Robert Penn Warren y de la escritora Eleanor Clark. Se graduó en 1976, con un título de pintura, por la Universidad de Yale, en la que fue miembro de la Manuscript Society. Posteriormente, en 1980, realizó un máster en el programa de Escritura Creativa (Writing Seminars) de la Universidad Johns Hopkins. En 1995, junto a Stephen Scully, tradujo al inglés y publicó Las suplicantes de Eurípides. Hasta julio de 2012 ocupó la cátedra Emma MacLachlan Metcalf de humanidades , y ocupó el puesto de profesora de Literatura comparada en la Universidad de Boston.  
La primera colección de poesía de Warren, Each Leaf Shines Separate (1984), recibió una crítica bastante favorable en una reseña de The New York Times. Su siguiente colección, Stained Glass, ganó el Premio Lamont de Poesía (actualmente conocido como Premio James Laughlin) al mejor segundo volumen publicado en los Estados Unidos en 1993. En su reseña, Jonathan Aaron describió estos poemas como "meditaciones escabrosas y bellamente elaboradas". En 2004, Warren recibió el Premio Metcalf a la Excelencia en la Enseñanza en la Universidad de Boston. En 2005, Warren realizó una estancia de investigación en la Fundación Lannan con la beca Marfa.
En el año 2008-09, Warren fue miembro del Centro Dorothy y Lewis B. Cullman para Académicos y Escritores en la Biblioteca Pública de Nueva York . Actualmente, Warren es la Profesora Distinguida Hanna Holborn Gray en el Comité de Pensamiento Social Archivado el 27 de julio de 2015 en Wayback Machine. de la Universidad de Chicago. 
En 2017, Warren fue jurado literario para la revista New Ohio Review, otorgándole el premio de poesía a James Lineberger por "Where the Stars Hived" y "Convocation". 

## Familia
El 21 de diciembre de 1981, Warren se casó con Stephen Scully, de quien se divorció. Tiene dos hijas. Su hija menor, Chiara Scully, se graduó por la Universidad de Yale y está siguiendo su propia carrera como escritora. Su poesía ha sido publicada en Seneca Review   y The New Republic . Su hija mayor, Katherine Scully, también se graduó por la Universidad de Yale y es abogada. 

## Premios
Los otros premios de Warren incluyen varios premios Pushcart, el Premio al Mérito en Poesía de la Academia Americana de las Artes y las Letras, el Premio Witter Bynner de Poesía (1993), el Premio Sara Teasdale en Poesía (2011) y una beca Guggenheim. En 1990 realizó una estancia como poeta en The Frost Place en Franconia, Nuevo Hampshire . Es miembro de la Academia Estadounidense de Artes y Letras y de la Academia Estadounidense de Artes y Ciencias, y ha servido como canciller de la Academia de Poetas Estadounidenses. En primavera de 2006 recibió un Premio de Berlín para financiar medio año de estudio y trabajo en la Academia Americana en Berlín.

### Poesía

#### Antologías en español
- Palabras liberadas: Siete poetas norteamericanas contemporáneas. Editado por Lisa Bradford. Letra Sudaca, 2017.[11]

#### Colecciones
- Pastorale. Palaemon Press. 1980.
- Snow Day. Palaemon Press Limited. 1981.
- Each Leaf Shines Separate. 17 de octubre de 1984. ISBN 978-0-393-30205-9.  Each Leaf Shines Separate. 17 de octubre de 1984. ISBN 978-0-393-30205-9.  Each Leaf Shines Separate. 17 de octubre de 1984. ISBN 978-0-393-30205-9.
- Stained Glass. W.W. Norton. 1993. ISBN 0-393-03486-0.  Stained Glass. W.W. Norton. 1993. ISBN 0-393-03486-0.  Stained Glass. W.W. Norton. 1993. ISBN 0-393-03486-0.
- Departure. W.W.Norton. 2003. ISBN 0-393-05819-0.  Departure. W.W.Norton. 2003. ISBN 0-393-05819-0.  Departure. W.W.Norton. 2003. ISBN 0-393-05819-0.
- Warren, Rosanna (2011). Ghost in a red hat. W.W. Norton.
- The Twelfth Day 138 (1). Winter 2009. pp. 68-70. doi:10.1162/daed.2009.138.1.68.
- Romanesque. 6 de octubre de 2008.
- A Kosmos. 5 de noviembre de 2007.
- Lake. 12 de noviembre de 2002.
- Palaces. Winter 2007.
- From the Notebooks of Anne Verveine.
- Intimate Letters.
- Interior at Petworth: From Turner.
- For Trakl. 2003. Archivado desde el original el 14 de septiembre de 2006. Consultado el 9 de abril de 2020.
- Invitation au Voyage: Baltimore. 2002. Archivado desde el original el 14 de septiembre de 2006. Consultado el 9 de abril de 2020.

### Crítica
- Arthur Rimbaud: Insulting Beauty. 21 de octubre de 2008.
- Fables of the Self: Studies in Lyric Poetry. W. W. Norton & Company. 2008. ISBN 978-0-393-06613-5.
- A Symposium on Forsaken Favorites: Sylvia Plath. Spring 2009.

### Traducciones
- Euripides (1995). The Suppliants. Oxford University Press US. ISBN 978-0-19-504553-6. Translator with Stephen Scully, The Suppliants (Euripides)